# Job-Demands-Resources-Modell
Das Job-Demands-Resources-Modell (deutsch Arbeitstätigkeit-Anforderungen-Ressourcen-Modell) beschreibt den Zusammenhang zwischen Eigenschaften der Arbeitsaufgabe, der Situation am Arbeitsplatz und dem Wohlbefinden der Mitarbeiter. Es versucht vorherzusagen, welche Merkmale der Arbeit positive oder negative Einflüsse auf das Wohlbefinden und die Motivation der Beschäftigten haben. Ziel ist es, Faktoren zu identifizieren, die sich in dem jeweiligen Arbeitskontext auf die Mitarbeiter und die Organisation auswirken. Dabei werden Ressourcen und Anforderungen unterschieden: Ressourcen haben eine positive Wirkung auf die Mitarbeiter und die Organisation, Anforderungen eine negative und gesundheitsschädliche Wirkung. Seit seiner Entwicklung wurde das Modell noch um die Kategorie der personellen Ressourcen erweitert, die psychologische Eigenschaften des einzelnen Arbeitnehmers umfassen.
Das Modell wurde von mehreren Psychologen entwickelt, die es 2001 unter dem Titel The Job Demands-Resources Model of Burnout veröffentlichten. Ursprünglich diente es dazu, mögliche Verursacher von Burn-out zu identifizieren. Mittlerweile können mit dem Modell auch andere im Arbeitskontext wichtige Faktoren wie etwa die Arbeitsleistung oder gesundheitsrelevantes Verhalten vorhergesagt werden. Es zählt zu den populärsten Modellen der Organisationspsychologie. Das Modell ist jedoch ausschließlich als theoretisches Rahmenmodell gedacht, das dazu dient, die Ressourcen und Anforderungen im jeweiligen Arbeitskontext zu erheben und die Auswirkung auf die Organisation und den Mitarbeiter zu evaluieren. Es kann keine Auskunft darüber geben, welche psychologischen Mechanismen hinter diesen Prozessen stehen.

## Hintergrund
Das Job-Demands-Resources-Modell wurde von den Psychologen Evangelia Demerouti, Arnold Bakker, Friedhelm Nachreiner und Wilmar Schaufeli entwickelt. Diese Mitglieder der Forschergruppe sind international anerkannt im Bereich der Arbeits- und Organisationspsychologie und beschäftigen sich vor allem mit den Themen Belastung und Wohlbefinden im Arbeitskontext. Evangelia Demerouti ist Professorin für Arbeits- und Organisationspsychologie an der technischen Universität Eindhoven und Mitherausgeberin des Journal of Occupational Health Psychology sowie des European Journal of Work and Organizational Psychology. Arnold Bakker ist ebenfalls Professor für Arbeits- und Organisationspsychologie an der Erasmus-Universität Rotterdam und ehemaliger Präsident der European Association of Work and Organizational Psychology. Friedhelm Nachreiner unterrichtet auch in diesem Schwerpunkt an der Universität Oldenburg und ist im Vorstand der Gesellschaft für Arbeits-, Wirtschafts- und Organisationspsychologische Forschung. Wilmar Schaufeli ist Professor im Bereich der arbeitsmedizinischen Psychologie an der Universität Utrecht.
Als Ansatzpunkt für die Entwicklung des Modells kritisieren die Forscher die frühere Annahme, dass Burn-out nur im sozialen Sektor, wo Menschen mit Menschen arbeiten, entstehen kann. Sie gingen stattdessen davon aus, dass Burn-out unabhängig davon in jedem Arbeitskontext auftreten kann. Als Grundlage für diese Annahme gaben sie empirische Forschungsergebnisse an, aus denen hervorgeht, dass Burn-out nicht nur bei Angestellten im sozialen Sektor, sondern auch in anderen Arbeitskontexten zu finden ist. Basierend darauf entwickelten sie den ersten Entwurf des Job-Demands-Resources-Modells, welches besagt, dass Burn-out durch einen Konflikt zwischen hohen Anforderungen und limitierten Ressourcen am Arbeitsplatz entsteht. Der erste wissenschaftliche Artikel über das Modell wurde 2001 im Journal of Applied Psychology veröffentlicht. Im Rahmen dieses Artikels führten die Forscher auch eine erste Studie durch, die zeigen konnte, dass das Job-Demands-Ressource-Modell sehr robust in der Vorhersage von Burn-out ist.
Das Modell wurde später erweitert, da die Autoren weitere Kritikpunkte in der aktuellen Forschung zum Thema Belastungen und Wohlbefinden am Arbeitsplatz fanden und diese verbessern wollten. Dass spezifische Eigenschaften der Arbeitsaufgabe oder Situationen am Arbeitsplatz einen Einfluss auf das arbeitende Individuum haben, ist in der Arbeits- und Organisationsforschung schon lange bekannt. Ziel der Forschung ist es, Prädiktoren zu bestimmen, die einen Einfluss auf das Wohlbefinden und Engagement der Angestellten haben. Frühere Studien hatten versucht, das Wohlbefinden von Angestellten vorherzusagen, indem Arbeitsplatzbedingungen aufgelistet wurden, welche eine Auswirkung auf das Wohlergehen haben könnten. Diesen Listen fehlte es aber oftmals an theoretischer Begründung. Andere Studien verwendeten zur Vorhersage das Job-Demand-Control-Modell oder das Effort-reward-imbalance-Modell. Diese Modelle sind auf eine theoretisch begründete Liste von Faktoren begrenzt, mit denen das Wohlbefinden und die Leistung des arbeitenden Individuums vorhergesagt werden soll: Laut dem Job-Demand-Control-Modell wird Belastung am Arbeitsplatz durch die Kombination von hohen Anforderungen (zum Beispiel hohes Arbeitspensum und Zeitdruck) und niedriger Kontrolle über die eigene Arbeit erzeugt. Das Effort-reward-imbalance-Modell geht dagegen davon aus, dass ein Ungleichgewicht von Belohnung (zum Beispiel Gehalt, Karrierechancen) und subjektivem Aufwand zu erhöhter Belastung führt. Diese spezifischen Prädiktoren müssen aber nicht auf alle Arbeitsplätze zutreffen. Daher haben die genannten theoretisch begründeten Modelle einen statischen Charakter und können nicht durch andere Prädiktoren erweitert werden. Sie sind nicht flexibel.
Auch an dieser Schwachstelle setzt das Job-Demands-Resources-Modell an, indem es versucht, die traditionelle Stressforschung mit der traditionellen Motivationsforschung zu vereinen. Dadurch sollte es möglich werden, das Wohlbefinden und die Motivation eines arbeitenden Individuums vorherzusagen und dies flexibel an die Bedingungen des spezifischen Unternehmens anzupassen.
Ursprünglich wurde das Job-Demands-Resources-Modell entwickelt, um mögliche Verursacher von Burn-out zu identifizieren. Durch empirische Belege konnte aber gezeigt werden, dass das Modell darüber hinaus Arbeitsengagement, Folgen für die gesamte Organisation (zum Beispiel Kündigungsabsichten oder Krankenstand), Arbeits-Familien-Konflikte und Arbeitsleistung vorhersagen kann.

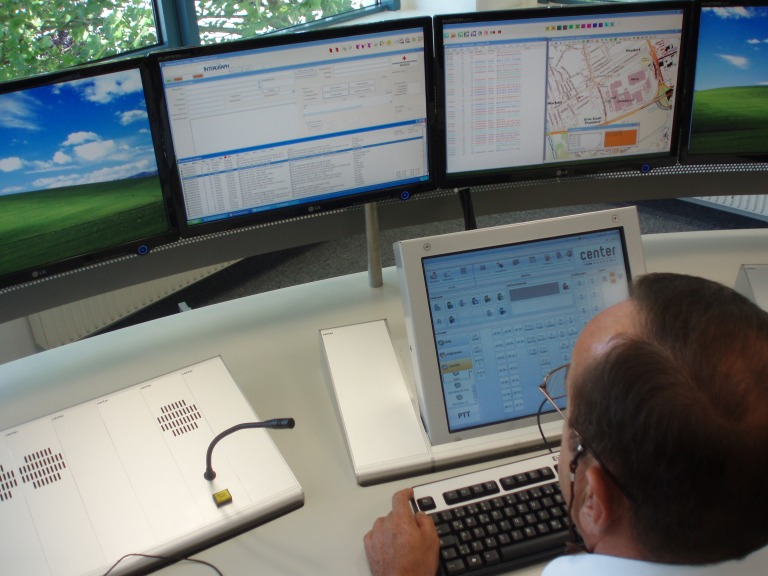
Arbeitsplatz: Moderne Leitstelle

## Job-Demands-Resources-Modell
Die Hauptannahme des Job-Demands-Resources-Modell ist, dass es keine allgemeinen Risikofaktoren gibt, die auf jeden Arbeitsbereich zutreffen. Jedes Unternehmen weist spezifische Risikofaktoren auf, die Stress und Gefühle von Belastung beim arbeitenden Individuum auslösen können. Diese Faktoren können in zwei Oberkategorien, Anforderungen und Ressourcen, eingeordnet werden. Anforderungen sind physische, psychische, soziale oder organisationale Faktoren, die durch die Arbeitsaufgabe oder die Situation am Arbeitsplatz entstehen und negativ auf das Individuum einwirken. Diese führen dazu, dass ein Individuum mehr physischen oder psychischen Aufwand betreiben muss. Unter psychischem Aufwand versteht man kognitive und emotionale Anstrengungen, während unter physischem Aufwand körperliche Anstrengungen verstanden werden. Mögliche Beispiele für Anforderungen am Arbeitsplatz sind hoher Arbeitsdruck, ein hohes Arbeitspensum oder schlechte Arbeitsplatzbedingungen.
Ressourcen sind physische, psychische, soziale oder organisationale Faktoren der Arbeit, die sich positiv auf das arbeitende Individuum auswirken. Diese können wichtig sein, um die Arbeitsaufgaben zu erfüllen. Außerdem können Ressourcen die Anforderungen und die daraus entstehenden psychischen und physischen Kosten reduzieren. Persönliches Wachstum, Lernen und Persönlichkeitsentwicklung können durch Ressourcen gefördert werden. Ressourcen können zudem funktional zur Leistungserzielung beitragen, sie können auch tätigkeitsbezogene Anforderungen reduzieren und/oder die persönliche Entwicklung stimulieren. Ressourcen am Arbeitsplatz können auf der organisationalen Ebene generiert werden. Hierzu zählen etwa das Gehalt, die Karrieremöglichkeiten und die Sicherheit des Arbeitsplatzes. Sie können aber auch auf interpersonaler Ebene generiert werden. Dazu zählen interpersonale und soziale Beziehungen, Unterstützung durch den Vorgesetzten und das Teamklima, die spezifische Arbeitsposition (zum Beispiel Beteiligung bei Entscheidungen) oder Merkmale der eigenen Aufgaben (zum Beispiel Variation in den Aufgaben, Autonomie, Wichtigkeit der Aufgabe). Mit dieser langen Liste möglicher Einflussfaktoren wird die enge Fokussierung auf die Kontrolle über die eigene Tätigkeit vermieden, obwohl diese ebenfalls eine Ressource im Sinne des Modells darstellt; jedoch steigt auch die Beliebigkeit der Selektion von Ressourcen im Rahmen empirischer Untersuchungen.

### Flexibilität des Modells
Die beiden Hauptkategorien, Ressourcen und Anforderungen, können für alle Arbeitsbereiche und für jedes Unternehmen individuell operationalisiert, gemessen und als Prädiktoren für Wohlbefinden am Arbeitsplatz und Arbeitsmotivation verwendet werden. Es wird davon ausgegangen, dass es einige Ressourcen und Anforderungen gibt, die auf jeden Arbeitskontext zutreffen. Daher wird das Job-Demands-Resources-Modell als ein relativ flexibles Modell bezeichnet.
Andere Ressourcen und Anforderungen hingegen können nur in spezifischen Unternehmen auftreten. So haben Wissenschaftler an ihrem Arbeitsplatz andere Anforderungen und Ressourcen als Bauarbeiter auf einer Baustelle oder Mitarbeiter im Vertrieb. Bauarbeiter sind eher physischen Anforderungen wie Lärm oder körperlichen Anstrengungen ausgesetzt. Wissenschaftler haben stattdessen mehr mit kognitiven Anforderungen zu tun, Vertriebsmitarbeiter mit Verkaufsdruck und Druck durch unzufriedene Kunden. Diese spezifischen Ressourcen können zusätzlich für die jeweilige Berufsgruppe erhoben und in das Modell eingefügt werden, wodurch eine arbeitsplatzspezifische Vorhersage ermöglicht werden soll.

### Methodische Ermittlung von Anforderungen und Ressourcen
Das Team um Bakker arbeitete mit Skalen, die von anderen Autoren meist für andere Zwecke entwickelt worden waren. Die Anforderungen wurden mit Hilfe der drei Skalen workload, emotionale Anforderungen, Konflikte mit häuslichem Umfeld mit jeweils drei oder vier Items gemessen, die Ressourcen ebenfalls mit drei Skalen Autonomie, professionelle Entwicklungsmöglichkeiten und soziale Unterstützung. Zur Messung von Burnout wurde das Oldenburg  Burnout Inventory von Demerouti u. a. herangezogen. Die Leistung(sbereitschaft) wurde mit zwei Skalen auf zwei (wie sich nachträglich herausstellte, stark korrelierten) Dimensionen erhoben: in-role performance im eigenen engeren Verantwortungsbereiche und extra-role performance, wozu etwa die Bereitschaft zählt, andere Mitarbeiter zu unterstützen.
Anforderungen und Ressourcen werden oft faktorenanalytisch aus einer Vielzahl von gleichrangigen Merkmalen ermittelt, die mit Hilfe von Fragebögen erhoben wurden oder deduktiv direkt aus dem Tätigkeitsbild abgeleitet wurden. Auf dieser Basis werden dann Skalen konstruiert und getestet, die eine vergleichende Analyse verschiedener Tätigkeiten, Arbeitsplätze und Branchen ermöglichen.
Eine Studie aus Südafrika zur Evaluierung einer der üblicherweise verwendeten Skalen ergab reliable Befunde über mehrere Branchen hinweg und zeigte eine hohe Konstruktvalidität und eine deutliche Trennung von Anforderungen und Ressourcen. Letzteres ist auch ein Indiz für die Unabhängigkeit der zwei Prozesse. Zu den als besonders belastend empfundenen Anforderungen gehörten Überbeanspruchung (overload) und Arbeitsplatzunsicherheit. Wichtigste Ressourcen waren Entwicklungschancen und Aufstiegsmöglichkeiten. Lediglich die Rolle von organisatorischer Unterstützung als Ressource war im Branchenvergleich weniger einheitlich ausgeprägt. Besonders gut schnitten insgesamt Arbeitsplätze an Hochschulen ab, eher schlecht die in der Versicherungswirtschaft. Während die Ressourcen verwandter Berufsgruppen einander oft gleichen, variieren die Anforderung je nach Berufsgruppe häufig so stark, dass berufsbezogene Skalen genutzt werden.

### Motivation und Belastung als zwei unabhängige Prozesse

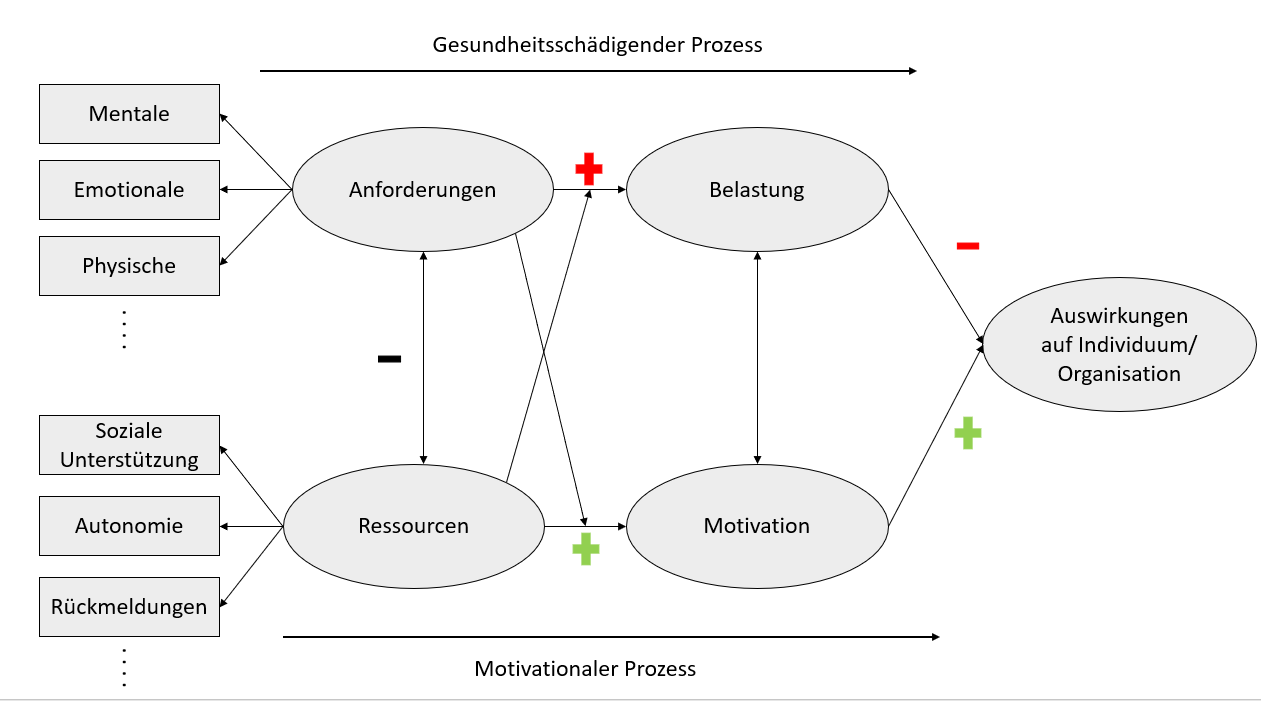
Das Job-Demands Resources-Modell in Anlehnung an Bakker und Demerouti, 2007

Eine weitere Annahme des Job-Demands-Resources-Modell ist, dass die Entstehung von Belastung und Motivation durch zwei voneinander unabhängige Prozesse zu erklären ist, denen jeweils unterschiedliche psychische Mechanismen zugrunde liegen. Diese Prozesse sind empirisch sowohl anhand von Querschnitts- als auch von Längsschnittstudien – meist unter Verwendung von Strukturgleichungsmodellen – gut belegt.
Dem ersten Prozess zufolge sind eine Häufung von Anforderungen die wichtigsten Prädiktoren von Belastung am Arbeitsplatz. Ein hohes Arbeitspensum oder Zeitdruck können zur Erschöpfung der mentalen oder physischen Ressourcen, zum Beispiel der Energiereserven eines Individuums, führen. Belastungen können in der Folge zu hoher individueller Beanspruchung führen. Dazu zählen Symptome der Erschöpfung, psychosomatische Symptome und gesundheitliche Probleme. Die betroffenen Individuen verwenden Strategien, um ihre Leistungen trotz der Belastung aufrechtzuerhalten, etwa durch die Aktivierung des sympathischen Nervensystems oder durch gesteigerten subjektiven Aufwand (Kompensation). Je mehr das sympathische Nervensystem aktiviert und der subjektive Aufwand gesteigert werden, desto mehr Ressourcen des Individuums werden jedoch verbraucht. Es kommt dadurch nicht direkt zum Leistungsabfall bei der Erledigung der primären Aufgaben des arbeitenden Individuums, sondern zu einer indirekten Verminderung der Leistung durch die kompensatorische Strategien. Dazu zählt, dass die Aufmerksamkeit verengt wird, die Aufgaben vermehrt selektiert und die Anforderungen redefiniert werden. Zum anderen erfolgt diese indirekte Leistungsverminderung durch das eigene Verhalten unter Ermüdung. Das arbeitende Individuum wird dadurch vermehrt riskante Entscheidungen treffen und starke subjektive Müdigkeit verspüren. Über einen langen Zeitraum können Anforderungen und die daraus resultierende Belastung und individuell wahrgenommene Beanspruchung zu gesundheitlichen Problemen bis hin zum Burn-out oder zu negativen Folgen für die Organisation (zum Beispiel Krankheitsausfälle, erhöhte Kündigungsabsichten) führen. In einer Studie an Call-Center-Mitarbeitern hat sich diesbezüglich gezeigt, dass Arbeitsanforderungen wie Arbeitsdruck, Computerprobleme und schnell wechselnde Aufgaben zu gesundheitlichen Problemen und infolgedessen zu längeren krankheitsbedingten Ausfällen bei der Arbeit führten. Eine andere Studie zeigte, dass bei Assistenzärzten Arbeitsanforderungen wie intellektuelle und emotionale Anforderungen, Arbeitsmenge und Zeitdruck mit Burn-out in Zusammenhang standen.
Der zweite Prozess beschreibt einen motivationalen Mechanismus. Es wird davon ausgegangen, dass Ressourcen, die am Arbeitsplatz generiert werden, die Motivation des arbeitenden Individuums erhöhen. Das führt zu höherem Arbeitsengagement und besserer Leistung. Ressourcen können dabei entweder intrinsisch oder extrinsisch motivierend wirken. Intrinsisch motivierend wirken Ressourcen, die das Wachstum, Lernen und die Entwicklung der Mitarbeiter fördern. Das kann durch die Erfüllung grundlegender menschlicher Bedürfnisse nach Autonomie, sozialen Kontakten, eigenen Kompetenzen oder Verbundenheit beziehungsweise Zugehörigkeit erreicht werden. Durch positive Rückmeldungen kann das arbeitende Individuum lernen und dadurch seine Kompetenzen erweitern. Das hat in der Folge positive Auswirkungen auf die gesamte Organisation. Ressourcen können aber auch extrinsisch motivierend wirken, wenn sie zusätzliche äußere Anreize bieten, die gestellten Aufgaben zu erfüllen. Dadurch wird der Wille des arbeitenden Individuums erhöht, seine Fähigkeiten und Kompetenzen einzusetzen, um die Aufgaben so gut wie möglich zu lösen. Bei Mitarbeitern in dem Call-Center konnte gezeigt werden, dass Ressourcen wie soziale Unterstützung, Rückmeldungen zu den erledigten Aufgaben und Coaching zu mehr Engagement und organisationalem Commitment führte. Außerdem äußerten die Mitarbeiter dadurch geringere Kündigungsabsichten.
Unter dem Aspekt möglicher Interventionen könnten also zusätzliche Ressourcen sowohl Burnout vermeiden als auch die Motivation erhöhen, während die Absenkung von Anforderungen bei gleichbleibenden Ressourcen nicht dazu beiträgt, das Arbeitsengagement zu erhöhen.

### Interaktion der Anforderungen und Ressourcen
Neben diesen zwei Prozessen geht das Job-Demands-Resources-Modell davon aus, dass es eine Interaktion zwischen Anforderungen und Ressourcen gibt, die für die Entstehung von Gefühlen subjektiver Belastung und Motivation wichtig ist. Es wird davon ausgegangen, dass vorhandene Ressourcen negative Auswirkungen von Anforderungen dämpfen können und dadurch die aus diesen entstehende Belastung reduzieren. Welche spezifischen Ressourcen welche negativen Auswirkungen von Anforderungen dämpfen können, hängt von den individuellen Faktoren eines Unternehmens oder eines Arbeitsbereichs ab.
Die neuere Coping-Hypothese geht davon aus, dass Ressourcen vor allem dann die Motivation oder das Arbeitsengagement beeinflussen, wenn die Anforderungen hoch sind. Ressourcen können angesichts sehr hoher Anforderungen am Arbeitsplatz von dem arbeitenden Individuum vermehrt bewusst und als nützlich wahrgenommen werden. Dann helfen sie dem Individuum, die hohen Anforderungen zu bewältigen.

### Erweiterung der personellen Ressourcen
Das Job-Demands-Resources-Modell wurde später um die Kategorie der personellen Ressourcen erweitert. Personelle Ressourcen sind psychologische Eigenschaften des Selbst, die mit der Fähigkeit assoziiert werden, seine eigene Umwelt zu kontrollieren und zu beeinflussen. Beispiele für diese Fähigkeiten sind Selbstwirksamkeit, Selbstbewusstsein und Optimismus. Da personelle Ressourcen neben den arbeitsbezogenen Ressourcen einen Einfluss auf die Erreichung der Ziele haben, wurden sie in das Job-Demands-Resources-Modell aufgenommen. Dabei wird davon ausgegangen, dass personelle Ressourcen einen direkten Einfluss auf das Wohlbefinden haben. Da sie mit Resilienz und Kontrolle über die eigene Umwelt verbunden sind, könnten sie die Wahrscheinlichkeit eines Burn-outs reduzieren und das Arbeitsengagement erhöhen. In Studien wurde dazu herausgefunden, dass sowohl die Ressourcen am Arbeitsplatz als auch die personellen Ressourcen das individuelle Arbeitsengagement vorhersagen können. Es zeigte sich aber, dass die personellen Ressourcen Selbstwirksamkeit, Optimismus und Selbstwertgefühl den Zusammenhang zwischen hohen Anforderungen und Erschöpfung nicht ausgleichen konnten. Sie beeinflussen jedoch zum Teil die Beziehung zwischen den Ressourcen und dem Engagement. Dabei wird davon ausgegangen, dass vorhandene Ressourcen am Arbeitsplatz die Entwicklung von personellen Ressourcen fördern. Außerdem können personelle Ressourcen die Art und Weise beeinflussen, wie das arbeitende Individuum sein Arbeitsumfeld wahrnimmt und darauf reagiert. Auch die personelle Ressource Hardiness beziehungsweise die Widerstandsfähigkeit einer Person hat im Rahmen des Job-Demands-Resources-Modell einen Einfluss auf das Arbeitsengagement. Eine Studie zeigte dazu auf, dass Lehrer mit hoher Widerstandsfähigkeit Arbeitsressourcen besser nutzen konnten und engagierter waren. Außerdem zeigte sich, dass Personen mit hoher Widerstandsfähigkeit weniger Burn-out erfahren.
Neuere Forschungsergebnisse deuten darauf hin, dass personelle Ressourcen eine viel komplexere Rolle in dem Modell übernehmen könnten, indem sie den Einfluss der Arbeitsumgebung hinsichtlich positiver oder negativer Folgen modifizieren. Außerdem könnten diese kognitiven Prozesse helfen, die angenommenen Pfade des Job Demands-Resources Modells besser zu verstehen. Dazu gibt es jedoch noch keine ausreichenden empirischen Belege. Welche Rolle personelle Ressourcen im Job-Demands-Resources-Modell tatsächlich spielen, ist also noch unklar.
Neben personellen Ressourcen haben auch die im Big-Five-Modell erfassten Persönlichkeitsfaktoren einen Einfluss auf die Prozesse im Job-Demands-Resources-Modell. Am größten scheint der positive Einfluss von Gewissenhaftigkeit auf die Arbeitsleistung zu sein, während der Einfluss der Offenheit für (neue) Erfahrungen bei monotonen und Routinetätigkeiten eher negativ ist. Diese und andere Studien zeigen ferner auf, dass Neurotizismus direkt in Zusammenhang mit den Belastungen als auch den empfundenen Anforderungen steht. Es wird davon ausgegangen, dass Personen mit hohem Neurotizismuswert Situationen und Anforderungen am Arbeitsplatz eher als bedrohlich wahrnehmen und dadurch die Belastung als höher empfinden. Auch Extraversion steht in direktem Zusammenhang mit Arbeitsengagement und arbeitsbezogenen Ressourcen. Personen mit einer hohen Ausprägung in Extraversion nehmen Anforderungen eher als positiv herausfordernd wahr, wodurch sie mehr Engagement zeigen.
Zwischen den relativ konstanten, stabilen und überdauernden Persönlichkeitseigenschaften, wie den Big Five, deren Einfluss auf das Leistungsverhalten relativ gut erforscht ist, und rein arbeitsplatz- und situationsspezifischen Verhaltensweisen und Ressourcen stehen berufsbezogene Werte, Motive, Einstellungen und Interessen, wie sie im RIASEC-Modell beschrieben werden. Diese werden von Herzberg und Roth als „charakteristische Adaptationen“ an Berufsfelder bezeichnet. Sie unterscheiden sich in einigen Aspekten von überdauernden Persönlichkeitsmerkmalen. Sie sind ein Indikator für den sogenannten person-environment-fit und steuern eine den eigenen Interessen und dem beruflichen Umfeld angemessene Berufswahl. Damit spielen sie eine entscheidende Rolle für den längerfristigen Verbleib im Beruf oder Unternehmen und moderieren den Einfluss der Big Five auf die Wahrnehmung der arbeitsbezogenen Anforderungen und Belastungen.

## Kritik
Die Entwickler des Job-Demands-Resources-Modell geben selbst an, dass das von ihnen entwickelte Modell einige Schwachstellen aufweist. Die Flexibilität oder kritischer gesagt: Beliebigkeit, mit der bei dem Modell Ressourcen und Anforderungen in Abhängigkeit des individuellen Arbeitskontext eingefügt werden können, kann auch als Schwäche gesehen werden, da die Generalisierbarkeit des Modells darunter leidet. Eine geringe Generalisierbarkeit bedeutet wiederum, dass nicht alle Zusammenhänge, die in einem Arbeitskontext zwischen den Anforderungen, Ressourcen und den definierten Variablen gefunden werden, auch in einem anderen organisationalen Setting genauso auftreten. Deswegen werden oftmals weitere theoretische Rahmenmodelle benötigt, um zu begründen, wie gewisse Ressourcen mit gewissen Anforderungen interagieren. Das Job-Demands-Resources-Modell ist demnach eher ein deskriptives Konzept, das mögliche Beziehungen zwischen Ressourcen, Anforderungen und den definierten Zielvariablen wie niedrige Burnout-Rate oder hohes Arbeitsengagement spezifiziert, aber keine zusätzliche Erklärung der psychischen Prozesse, die dahinter stehen, geben kann. Bezüglich der prognostischen Relevanz wird festgestellt, dass das Modell zwar Querschnittsvergleiche zwischen verschiedenen Arbeitsplätzen oder Organisationen erlaubt, jedoch weder die Interaktionseffekte von Anforderungen und Ressourcen erfolgreich zu modellieren vermag noch den Umkehrschluss von hohen Burnout-Rate bzw. hoher Leistungsmotivation auf vorhandene bzw. nicht vorhandene Anforderungen und Ressourcen erlaubt. Auch andere Autoren bemängeln, dass das Modell nichts über die Richtung der Kausalitäten aussagt. Zapf, Dormann und Frese führen zahlreiche Beispiele für eine umgekehrte Einflussrichtung zwischen Stress und Anforderungen an.
So erlaubt das Modell zwar Aussagen darüber, welche Kombination von arbeitsbezogenen Ressourcen und -anforderungen zu welchen Folgen führen kann, aber nicht, wieso dies so ist. Die Integration von personellen Ressourcen in das Modell stellt sich als schwierig dar, da es verschiedene Annahmen gibt, wie diese in Zusammenhang mit den nicht-personellen Ressourcen, Anforderungen sowie den untersuchten Folgen stehen. Es gibt also keine eindeutige Lösung, wie personelle Ressourcen in das Job-Demands-Resources-Modell eingegliedert werden sollen: Sie könnten als Moderator-, Mediator- oder Drittvariable, als Voraussetzung für die Wirksamkeit von Ressourcen und Anforderungen oder in Form einer Kombination davon im Modell verwendet werden, was einen jeweils anderen theoretischen Rahmen voraussetzt. All diese Schwachstellen ergeben sich aus dem heuristischen Charakter des Job-Demands-Resources-Modell. Dadurch kann es zwar pragmatisch im organisationalen Setting verwendet wenden. Aber es bleibt unklar, ob und wie es nicht nur auf der individuellen, sondern auf der Teamebene funktioniert. Will man zudem den Gesundheitszustand eines Individuums abseits des organisationalen Setting anhand vorhandener Ressourcen und Anforderungen erklären, sollte das Demand-Resource-Model (deutsch: Anforderungs-Ressourcen-Modell) herangezogen werden.
Methodische Probleme ergeben sich auch daraus, dass man bei Untersuchungen über Burnout oder berufliche Leistungen immer auf Selbstauskünfte der untersuchten Personen über die an sie gestellten Anforderungen und ihre eigenen Ressourcen angewiesen ist, ganz abgesehen davon, dass eine wirkliche Burnout-Prognose schon aus ethischen Gründen unmöglich ist. Mit validen Skalen können praktisch nur Persönlichkeitsmerkmale oder subjektive Stressoren erfasst werden. Nicht einheitlich erfolgt die Operationalisierung der Anforderungen. So erfragen Bakker und seine Mitautoren unter anderem die Rollenkonflikte mit dem häuslichen Umfeld, rechnen sie aber den Arbeitsanforderungen zu: „Wie oft fällt es Ihnen schwer, Ihren häuslichen Verpflichtungen nachzukommen, weil Sie ständig über Ihre Arbeit nachdenken?“ („How often do you find it difficult to fulfill your domestic obligations because you are constantly thinking about work?“) Hier lässt sich darüber streiten, ob es sich dabei um eine Arbeitsanforderung handelt. Im selben Artikel finden die Autoren eine nur schwache Korrelation zwischen Leistung im Beruf und Erschöpfung beziehungsweise Burnout, was sie zu der Vermutung veranlasst, dass Ressourcen nur eine geringe Pufferfunktion angesichts sehr hoher Anforderungen haben. Auf fehlende Ressourcen reagieren Mitarbeiter wiederum eher mit Demotivation als mit Erschöpfung. Ähnlich unklar ist die Rolle körperlicher Arbeit, wie eine arbeitsmedizinische Studie zeigt: Einerseits stellt sie eine Herausforderung dar, andererseits moderiert sie den negativen Einfluss anderer Anforderungen und wirkt als Puffer gegen Burnout, was jedoch wiederum von ihrer Intensität abhängig ist.
In anderen theoretischen Modellen wird die Rolle des Entscheidungsspielraums als wichtigster Puffer herausgestellt, was empirisch ebenso wenig gesichert ist wie die theoretische Frage geklärt ist, ob ein großer Handlungsspielraum eher eine (extrafunktionale) Arbeitsanforderung oder eine Ressource darstellt. Auch das spricht dafür, dass es sich eher um einen konzeptionellen Rahmen zur Findung empirischer Zusammenhänge, also um eine Heuristik, als um ein theoretisches Modell der Entstehung von Burnout handelt. Für diese sieht das Team um Bakker vor allem Intra- und Extrarollenkonflikte verantwortlich, also Interaktionseffekte, die wie andere Interaktionen auch wegen des Dualismus von Anforderungen und Ressourcen in ihrem Modell keinen festen Ort haben.
Eine andere Forschergruppe kritisiert, dass zwar hauptsächlich negative Zusammenhänge zwischen den Arbeitsanforderungen und Arbeitsengagement gefunden wurde, die zum Teil positiven Zusammenhänge zwischen den spezifischen Arbeitsanforderungen und dem Arbeitsengagement aber größtenteils nicht beachtet wurden. Daher schlägt sie vor, bei der Betrachtung arbeitsbezogener Anforderungen zwischen Hindernissen und Herausforderungen zu differenzieren. Als Begründung führen sie an, dass sich Anforderungen zwar negativ auf das Individuum auswirken, wenn es das Gefühl hat, diesen nicht gewachsen zu sein. Andere Anforderungen, die überwindbar sind, können hingegen motivierend wirken. Dafür wurden auch erste Belege gefunden.
Beim internationalen Vergleich entsteht ein weiteres Problem durch unterschiedliche, vom Betrieb nicht zu beeinflussende Kontext- bzw. Moderatorvariablen auf nationaler Ebene. So bestätigen viele Studien, dass Arbeitsplatzsicherheit eine wichtige Ressource für die Leistungserbringung ist. Jedoch kann der negative Einfluss fehlender individueller Arbeitsplatzsicherheit auf die Leistung teilweise ausgeglichen werden durch ein nationales Sozialsystem, das im Fall von Entlassungen eine Absicherung schafft.
Grundsätzlichere Kritik äußern die Psychologen Thomas Hoege und Tatjana Schnell an der „einseitige(n) Fokussierung auf personale und aufgabenbezogene Ressourcen unabhängig von der subjektiven Bewertung der Arbeitsinhalte, -ergebnisse und -effekte vor dem Hintergrund  eigener Werthaltungen, Bedürfnisse, Motive und Ziele“, die nur einen eingeschränkten Blick auf die Entstehungsbedingungen von Ar-beitsengagement ermögliche. Sie weisen darauf hin, dass dafür eine kognitive Bewertung der Arbeit als sinnerfüllend erforderlich ist, was über die klassischen, auf die reine Aufgabenbewältigung bezogenen Ressourcen hinausweist (die allerdings in einigen Fällen – wie etwa die Bedeutsamkeit der Aufgabe, in geringerem Umfang auch die Autonomie am Arbeitsplatz – mit dem Gefühl der Sinnerfüllung korrelieren). Die Implikation des Modells, dass hinreichende Ressourcen bei jedem Arbeitsinhalt zu gesteigertem Engagement führen könne, sei falsch. Der stärkste sinnstiftende Motivator sei „Generativität“. Insgesamt weise das Job-Demand-Resources-Modell „hinsichtlich der Klarheit seiner Definitionen von Anforderungen, Belastungen und Ressourcen im Vergleich etwa zu handlungsregulationstheoretischen Konzepten (z.B. Moldaschl, 1991, 2005; Österreich, Leitner & Resch, 2000) deutliche Defizite“ auf. Zusammenfassend wird kritisiert, dass die Nutzung des Job-Demands-Resources-Modells methodisch zwar von der subjektiven Erfassung arbeitsbezogener Merkmale abhängt, jedoch keine psychische Bewertungsinstanz des Individuums vorsieht. Aus den Arbeitsanforderungen folgten „direkt (ohne psychische ‚Umwege‘) Stress und aus den Arbeitsressourcen ebenso direkt Motivation“ bzw. Leistung. „Die psychischen Prozesse, die bei der Stressentstehung oder Motivationsentstehung eine Rolle spielen, werden in einer großen Black Box zusammengefasst, die wie eine Gedankenblase zwar über dem Modell schwebt, aber nie genannt wird.“

## Praktische Nutzung
Das Job-Demands-Resources-Modell ist als ein flexibles Modell konzipiert, das auf jeden Unternehmenskontext und Arbeitsbereich angewendet werden kann. So kann es als Werkzeug für das Personalwesen dienen. Durch die Verwendung von qualitativen (zum Beispiel Interviews) und quantitativen (zum Beispiel Fragebögen) Forschungsmethoden können die spezifischen Ressourcen und Anforderungen einer Person am jeweiligen Arbeitsplatz ermittelt werden. Diese Erkenntnisse können die Unternehmen verwenden, um angepasste Interventionen zu planen. Dabei sollen Ressourcen gestärkt und die Anforderungen minimiert werden, um negative Folgen, die das Individuum (etwa Burn-out) oder das gesamte Unternehmen (etwa Kündigungsabsichten, Krankenstand) betreffen, zu vermeiden.
Interventionen können auf der organisationalen Ebene stattfinden, zum Beispiel durch Implementierung von fairen Prozessen, Gruppenarbeit oder vermehrten Feedbackmechanismen. Auf individueller Ebene können Trainings abgehalten werden, in denen das Individuum lernt, wie es sein Arbeitsumfeld selbst verändern kann, oder seine Stärken kennenlernt und diese auch einzusetzen weiß.
Zudem können Mitarbeiter eines Unternehmens einen Online-Fragebogen auf Basis des Job-Demands-Resources-Modells ausfüllen und ein direktes Feedback über die Anforderungen an ihrem Arbeitsplatz und ihre individuellen Ressourcen erhalten. Neben einer graphischen Auswertung in Form von Histogrammen bekommt die Person auch Werte, die sie mit einer Stichprobe vergleichen kann, sowie eine schriftliche Erklärung zu diesen Angaben. Dies kann als Grundlage von Mitarbeitergesprächen oder zur Planung von Interventionen verwendet werden. Faktisch wurde das Modell bisher vor allem im Bereich der medizinischen und anderer klientenbezogener Dienstleistungsberufe erprobt, in dem die Anforderungen zum großen Teil emotionaler Art und daher nur subjektiv messbar sind. Dabei geht es vor allem um die Ermittlung von Prädiktoren von Burnout.
Neben dem Online-Fragebogen wurde ein auf dem Job-Demands-Resources-Modell basierendes validiertes Fragbogeninstrument von Eva-Maria Schulte, Britta Wittner und Simone Kauffeld im Jahr 2021 entwickelt. Es dient der Erfassung von Ressourcen und Anforderungen um Arbeitsplatz, um darauf aufbauend Interventionen planen zu können.
Eine weitere Verbreitung hat das Modell im Vertrieb erfahren, wo sich einerseits Burnout-Probleme häufen und andererseits die Wirkung monetärer und nicht-monetärer Ressourcen (also vor allem subtil differenzierter Anreizsysteme) auf den Verkaufserfolg relativ gut erforscht ist. Allerdings zeigen auf dem Modell basierende Untersuchungen, dass bisher die Erforschung der Kundenanforderungen zugunsten der innerbetrieblichen Anforderungen vernachlässigt wurde. Zu den Anforderungen zählen vor allem (Intra-)Rollenkonflikte und Interaktionseffekte (zwischen Kunden und Arbeitgeber, Innendienst und Außendienst oder unterschiedlichen Kundenwünschen; ferner die Versuchung, den Kunden über bestimmte Eigenschaften oder Mängel des Produkts hinwegzutäuschen; eine stärkere eigene oder Unternehmenspräferenz für Vertrieb entweder alter oder neuer Produkte usw.). Zu den Ressourcen beim Vertrieb neuartiger Produkte gehören im Allgemeinen zwar eine ausreichende Einweisung und Zeit für die Einarbeitung (insbesondere in Branchen mit hohem Innovationstempo wie der IT-Industrie) sowie die eigene Überzeugung, dass das Produkt dem Kunden nutzt. Doch werden die Anforderungen beim Verkauf neuartiger Produkte von Vertriebsmitarbeitern individuell sehr unterschiedlich teils als belastend, teils als positiv-herausfordernd angesehen, was nicht ausreichend erforscht wurde. So kann der Vertrieb ein und desselben innovativen Produkts bei einigen Mitarbeitern den Burnout fördern, bei anderen aber leistungssteigernd wirken. Zweifelsfrei steht auf Basis der empirischen Studien eigentlich nur fest, dass stärkeres subjektives Engagement den Vertriebserfolg fördert.
Während der COVID-19-Pandemie verwendeten Forscher der Universität Salzburg das Job-Demands-Resources-Modell als theoretischen Rahmen, um die Auswirkungen der Telearbeit zu untersuchen. Dabei kamen sie zu dem Ergebnis, dass Telearbeit zu mehr Arbeitsressourcen, mehr Selbstbestimmung und höherer Autonomie führen kann, was wiederum die Arbeitsleistung positiv beeinflusst. Jedoch fallen durch die Telearbeit andere Arbeitsressourcen weg, die in der Organisation vorhanden sind, etwa die soziale Unterstützung der Kollegen und Kolleginnen am Arbeitsplatz. Dadurch entstehen neue Belastungen, die sich negativ auf die Arbeitsleistung und das Wohlbefinden auswirken. Aufbauend auf diesen Ergebnissen betont die Leiterin der Abteilung Wirtschafts- und Organisationspsychologie der Universität Salzburg die Notwendigkeit von Interventionen, um die Angestellten vor den Anforderungen der Telearbeit zu schützen und Belastungen zu verhindern. Ein weiterer Artikel betont, dass in Zeiten der Globalisierung und des demografischen Wandels Unternehmen vor großen Herausforderungen stehen und für den Erhalt der Wettbewerbsfähigkeit dabei vor allem das Engagement der Mitarbeiter eine wichtige Rolle spielt. Daher befassen sich die Autoren mit der Frage, wie das Mitarbeiterengagement in der Praxis gezielt gefördert werden kann. Als einen der wichtigsten Einflussfaktoren auf das Engagement führen sie Job-Crafting-Verhalten an. Dabei können die Mitarbeiter ihren Arbeitsplatz selbst gestalten, sodass er besser mit ihren persönlichen Fähigkeiten, Bedürfnissen und Präferenzen übereinstimmt. Als theoretische Grundlage des Job-Crafting-Ansatzes dient das Job-Demands-Resources-Modell. Dabei wird davon ausgegangen, dass die hemmenden Anforderungen reduziert, die herausfordernden Anforderungen und die Ressourcen erhöht werden sollen, um das Engagemenent der Mitarbeiter zu erhöhen. Die Verfasser des Artikels führen auf dieser Basis mögliche Handlungsfelder an: Sie schlagen zum Beispiel vor, den Handlungsspielraum der Angestellten zu erweitern, sodass Anforderungen besser gemeistert und dadurch Ressourcen generiert werden.

## Einbeziehung von Stresstheorie und Theorien der Selbstregulation
Der strenge Dualismus von Anforderungen und Ressourcen versperrt den Blick für den individuellen Umgang mit beiden. Die mehr oder weniger gelingenden Versuche, einen Ausgleich zwischen Anforderungen und Ressourcen herzustellen, sind bisher eher Gegenstand der Stress- und Copingforschung geblieben. Die schwedischen Psychologinnen Wanja Astvik und Marika Melin haben versucht, den Job-Demand-Resources-Ansatz um den Aspekt der individuellen Handlungsmöglichkeiten zu ergänzen und solche Coping-Strategien bei Sozialarbeitern empirisch untersucht. Auch Bakker griff 2021 das Stress- bzw. Coping-Konzept von Richard Lazarus auf und versuchte, den als zu statisch kritisierten Job-Demand-Resources-Ansatz durch die Einbeziehung von Mechanismen der Selbstregulation zu erweitern und seine Anwendbarkeit dadurch zu verbessern. Lazarus geht davon aus, dass Anforderungen jeglicher Art vom Individuum in einem zweistufigen Prozess danach bewertet werden, ob sie schädlich oder herausfordernd sind und ob die eigenen Ressourcen ausreichen, um sie zu bewältigen. Dabei unterscheidet er genauer zwischen internen und externen Ressourcen. Demnach reagieren Mitarbeiter auf objektive Anforderungen (Stressoren) oft mit unangemessenen und unflexiblen („maladaptiven“) Coping-Strategien, was den subjektiven Stress nur steigert. Zu den wichtigsten unangemessenen Reaktionen (und Burnout-Auslösern) zählt overcommitment, also die Überschätzung und Überverausgabung von eigenen Ressourcen zur Kompensation von Misserfolgen. Umso wichtiger sei eine dauerhafte organisatorische Vorsorge gegen Erschöpfung und Burnout, wozu entsprechende Führungsmethoden zählen.
Auf Basis des Job-Demands-Resources-Modell sowie dieses transaktionalen Stressmodells von Lazarus als theoretischem Hintergrund wurde in Deutschland ein Konzept zur Stressprävention entworfen, das Kurse und Ausbildungen umfasst, um „adaptive“ Copingstrategien zu entwickeln, also mit Stress bei der Arbeit besser umgehen zu können. Die Kosten für diese wissenschaftlich evaluierten und zertifizierten Kurse werden von den gesetzlichen Krankenkassen übernommen. Neben Kursen für Einzelpersonen werden auch solche für das gesamte Unternehmen angeboten.

## Internationale Rezeption
In einem Überblicksartikel zum aktuellen Forschungsstand hinsichtlich des Job-Demands-Resources-Modells untersuchten Rattrie und Kittler 2014, ob dieses tatsächlich universell und international einsetzbar ist. Sie konzentrierten sich dabei auf Studien, welche die ursprünglich angenommenen Zusammenhänge der Anforderungen und Ressourcen mit Burn-out und Arbeitsengagement untersuchten. Dabei fassten sie 62 Studien über das Job-Demands-Resources-Modell zusammen. Diese untersuchten unterschiedliche Arbeitskontexte, wobei die Probanden aus 16 verschiedenen Ländern kamen. Dabei wurden für alle Annahmen des Job-Demands-Resources-Modell unterstützende Belege gefunden. Diese Zusammenfassung des aktuellen Forschungsstandes konnte demnach zeigen, dass das Modell Burn-out und Arbeitsengagement im internationalen Vergleich von Arbeitskontexten vorhersagen kann.
Beim internationalen Vergleich entsteht jedoch ein Problem durch unterschiedliche, vom Unternehmen nicht zu beeinflussende Kontext- bzw. Moderatorvariablen auf nationaler Ebene. So bestätigen viele Studien, dass Arbeitsplatzsicherheit eine wichtige Ressource für die Leistungserbringung ist. Jedoch kann der negative Einfluss fehlender individueller Arbeitsplatzsicherheit auf die Leistung teilweise ausgeglichen werden durch ein nationales Sozialsystem, das im Fall von Entlassungen eine Absicherung schafft.
Eine Überblicksarbeit aus dem Jahr 2019 beschäftigte sich mit der Frage, ob das Job-Demands-Resources-Modell auch langfristig das Wohlbefinden der Angestellten in unterschiedlichen organisatorischen Kontexten vorhersagen kann. Zusammengefasst wurden 74 Studien, die einem hohen qualitativen Standard entsprechen und in unterschiedlichen arbeitsbezogenen wie auch kulturellen Kontexte durchgeführt wurden. Die Annahmen des Job-Demands-Resources-Modells, dass hohe Anforderungen und geringe Ressourcen zu Burn-out sowie vorhandene Ressourcen zu mehr Arbeitsengagement führen, konnte auch hier bestätigt werden. Die Verfasser der angeführten Überblicksarbeiten betonten zwar, dass weitere Forschung nötig sei, um das Modell auszubauen und weiterzuentwickeln. Sie kamen jedoch in beiden Arbeiten zu dem Schluss, dass das Job-Demands-Ressources-Modell ein gutes theoretisches, aber auch empirisch bestätigtes Modell ist, um das Wohlbefinden von Angestellten und die Gefahr von Burn-outs vorherzusagen. Andere Forscher versuchen das Modell weiter zu differenzieren, um durch die Unterscheidung von belastenden und herausfordernden Arbeitsplatzmerkmalen bessere Vorhersagen zu ermöglichen.